# Welcome (Luizjana)
Welcome – jednostka osadnicza w Stanach Zjednoczonych, w stanie Luizjana, w parafii St. James.